# Helena Čermáková (herečka)
Helena Čermáková, dříve Sedláková, (* 18. srpna 1957 Brno) je česká herečka, od roku 1982 členka souboru Městského divadla Zlín, držitelka Ceny Thálie.

## Život
Narodila se v Brně, kde maturovala a v roce 1982 vystudovala herectví na Janáčkově akademii múzických umění. Souběžně účinkovala v amatérském divadle, krátce po dokončení studia také hostovala v Realistickém divadle Zdeňka Nejedlého v Praze (dnes Švandovo divadlo na Smíchově).
Od absolutoria na JAMU v Brně má stálé angažmá v Divadle pracujících v Gottwaldově, později Městském divadle Zlín. Věnuje se také zpěvu šansonů. V oboru činohra obdržela Cenu Thálie 1999 za roli Júdit ve stejnojmenné divadelní hře autorů Rostislava Křivánka a Vladimíra Franze. Později se ocitla v širší nominaci na Cenu Thálie 2004 v oboru činohra za ženský herecký výkon v roli Lady Torrancové v inscenaci Sestup Orfeův a byla též nominována do nejužšího výběru tří na Cenu Thálie 2006 v oboru činohra za titulní roli Hippodamie v melodramatu Smrt Hippodamie; cenu však v těchto letech nezískala.